# Драфт НБА 1976 года
Драфт НБА 1976 года состоялся 8 июня 1976 года в Нью-Йорке и стал 30-м ежегодным драфтом Национальной баскетбольной ассоциации. В этом драфте, который прошёл перед началом сезона 1976/1977, 18 команды НБА по очереди выбирали баскетболистов-любителей из колледжей США и других подходящих игроков, включая игроков из других стран. Первые два выбора драфта принадлежали командам, финишировавшим последними в каждой конференции в предыдущем сезоне, порядок выбора определялся подбрасыванием монеты. «Атланта Хокс» выиграла жеребьёвку и получила право первого выбора, «Чикаго Буллз» — второго. Перед драфтом «Хьюстон Рокетс» выменял у «Атланты» первый выбор драфта. Остальные драфт-пики первого и последующих раундов были определены командам в обратном порядке их показателям побед-поражений в предыдущем сезоне. «Нью-Йорк Никс» лишились своего выбора на драфте в первом раунде из-за незаконного подписания контракта с Джорджем МакГиннисом, права на которого принадлежали «Филадельфия-76». «Филадельфия», «Голден Стэйт Уорриорз» и «Баффало Брейвз» также лишились своих выборов во втором, третьем и четвёртом раундах соответственно из-за их участия в дополнительном драфте 1975 года игроков Американской баскетбольной ассоциации (АБА), которые никогда не были выбраны в НБА. Игроки, окончившие четыре курса колледжа, автоматически получали право выставить свою кандидатуру на драфт. Студенты не окончившие колледж, могли выставить свою кандидатуру на драфт, но играть за команду, выбравшую их, имели право только после окончания учёбы. Перед этим драфтом 26 студентов не окончивших колледж были объявлены подходящими для выбора на драфте в соответствии с правилом "нужды" (hardship rule). 13 из них отказались от участия перед драфтом, а 13 выставили свои кандидатуры. Эти игроки подали заявку и привели доказательства финансовых трудностей, что дало им право начать зарабатывать на жизнь, начав свою профессиональную карьеру раньше. Драфт состоял из 10 раундов, в которых отобрали 173 игрока. 8 августа 1976 года лига также провела драфт рассредоточения (драфт игроков в новую команду, когда их текущая команда перестает существовать или объединяется с другой командой) для игроков клубов АБА «Кентукки Колонелс» и «Спиритс оф Сент-Луис», которые не были включены в слияние АБА и НБА.
Джон Лукас из Университета Мэриленда был выбран под первым номером «Хьюстон Рокетс». Эдриан Дэнтли из Университета Нотр-Дам, выбранный шестым «Баффало Брейвз», в своём первом сезоне НБА выиграл премию "Новичок года". Четыре игрока этого драфта, Дэнтли, Роберт Пэриш (8-й номер драфта), Алекс Инглиш (23-й) и Деннис Джонсон (29-й), были включены в Зал славы баскетбола. Пэриш также был включён в список 50 величайших игроков в истории НБА, объявленный на 50-летнем юбилее лиги в 1996 году и выиграл три чемпионата НБА с «Бостон Селтикс» и ещё одно с «Чикаго Буллз». Среди других его достижений — дважды выбирался в Сборную всех звёзд и девять раз участвовал в Матче всех звёзд. Дэнтли был дважды выбран в Сборную всех звёзд и шесть раз участвовал в Матче всех звёзд. Инглиш был трижды выбран в Сборную всех звёзд и восемь раз участвовал в Матче всех звёзд. Джонсон выиграл чемпионат НБА вместе с призом самого ценного игрока финала с «Сиэтл Суперсоникс» в сезоне 1978/1979. Затем он выиграл ещё два чемпионата с «Бостон Селтикс» в 80-х годах. Он был дважды выбран в Сборную всех звёзд, пять раз участвовал в Матче всех звёзд и девять раз выбирался в Сборную всех звёзд защиты.
Джон Лукас, Джонни Дэвис (22-й номер драфта) и Майк Данливи (99-й) стали главными тренерами после завершения своей игровой карьеры. Лукас и Дэвис тренировали по три команды в течение шести и четырёх сезонов соответственно. Данливи выиграл награду "Тренер года НБА" в сезоне 1998/1999 вместе с «Портленд Трэйл Блэйзерс». За 17 сезонов он тренировал четыре команды. Два других игрока этого драфта также продолжили тренерскую карьеру в НБА: Деннис Джонсон и Куинн Бакнер (7-й).

## Драфт

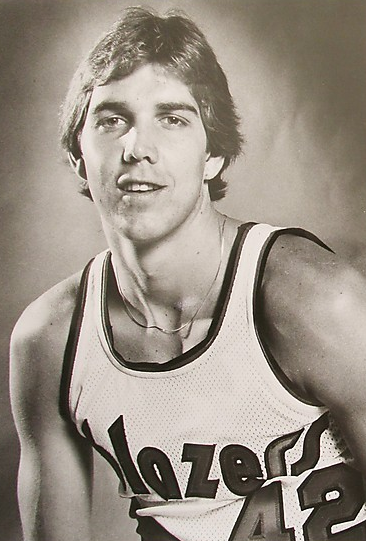
Уолли Уокер — 5-й номер драфта.

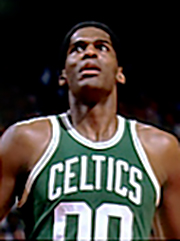
Роберт Пэриш — 8-й номер драфта.

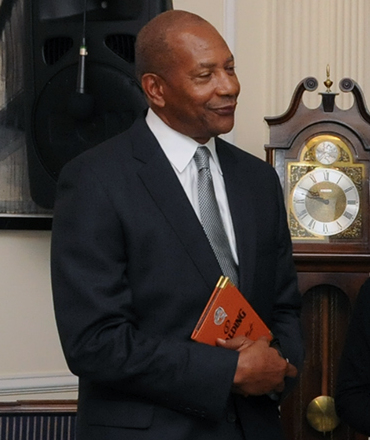
Алекс Инглиш — 23-й номер драфта.

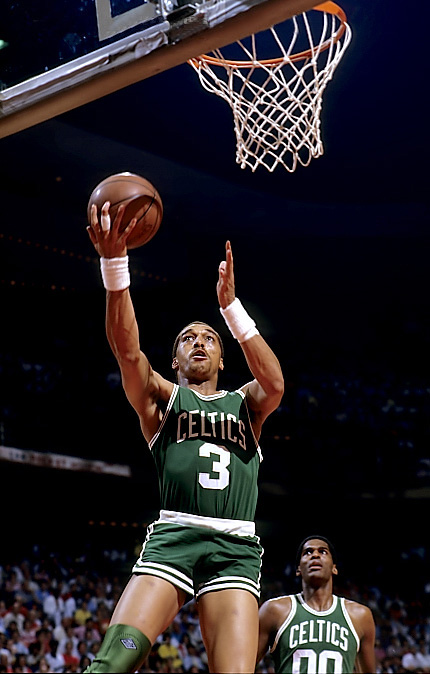
Деннис Джонсон — 29-й номер драфта.

| З | Защитник | Ф | Форвард | Ц | Центровой |

|  | Игроки, выбранные в Зал славы баскетбола                   |
|  | Участники Матча всех звёзд и игроки сборной всех звёзд НБА |
|  | Участники Матча всех звёзд                                 |
|  | Игроки сборной всех звёзд                                  |
|  | Баскетболисты, не игравшие в НБА                           |

| Раунд | № драфта | Игрок            | Позиция | Национальность | Команда НБА                                               | Университет/Колледж          |
| ----- | -------- | ---------------- | ------- | -------------- | --------------------------------------------------------- | ---------------------------- |
| 1     | 1        | Джон Лукас       | З       | США            | Хьюстон Рокетс (из Атланты)                               | Мэриленд (4-й курс)          |
| 1     | 2        | Скотт Мэй        | Ф       | США            | Чикаго Буллз                                              | Индиана (4-й курс)           |
| 1     | 3        | Ричард Вашингтон | Ф/Ц     | США            | Канзас-Сити Кингз                                         | УКЛА (3-й курс)              |
| 1     | 4        | Леон Дуглас      | Ф/Ц     | США            | Детройт Пистонс                                           | Алабама (4-й курс)           |
| 1     | 5        | Уолли Уокер      | Ф       | США            | Портленд Трэйл Блэйзерс                                   | Виргиния (4-й курс)          |
| 1     | 6        | Эдриан Дэнтли    | З/Ф     | США            | Баффало Брейвз (из Нью-Орлеана через Финикс)              | Нотр-Дам (3-й курс)          |
| 1     | 7        | Куинн Бакнер     | З       | США            | Милуоки Бакс                                              | Индиана (4-й курс)           |
| 1     | 8        | Роберт Пэриш     | Ц       | США            | Голден Стэйт Уорриорз (из Лейкерс)                        | Сентенари Колледж (4-й курс) |
| 1     | 9        | Армонд Хилл      | З       | США            | Атланта Хокс (из Хьюстона)                                | Принстон (4-й курс)          |
| 1     | 10       | Рон Ли           | З       | США            | Финикс Санз                                               | Орегон (4-й курс)            |
| 1     | 11       | Боб Уилкерсон    | З/Ф     | США            | Сиэтл Суперсоникс                                         | Индиана (4-й курс)           |
| 1     | 12       | Терри Фарлоу     | З/Ф     | США            | Филадельфия-76                                            | Мичиган Стэйт (4-й курс)     |
| 1     | 13       | Митч Купчак      | Ф/Ц     | США            | Вашингтон Буллетс (из Баффало)                            | Сев. Каролина (4-й курс)     |
| 1     | 14       | Ларри Райт       | З       | США            | Вашингтон Буллетс                                         | Грэмблинг Стэйт (3-й курс)   |
| 1     | 15       | Чаки Уильямс     | З       | США            | Кливленд Кавальерс                                        | Канзас Стэйт (4-й курс)      |
| 1     | 16       | Норм Кук         | Ф       | США            | Бостон Селтикс                                            | Канзас (3-й курс)            |
| 1     | 17       | Сонни Паркер     | З/Ф     | США            | Голден Стэйт Уорриорз                                     | Техас A&M (4-й курс)         |
| 2     | 18       | Уилли Смит       | З       | США            | Чикаго Буллз                                              | Миссури (4-й курс)           |
| 2     | 19       | Бейард Форрест   | Ц       | США            | Сиэтл Суперсоникс (из Атланты через Милуоки)              | Гранд-Каньон (4-й курс)      |
| 2     | 20       | Мэйджор Джонс    | Ф       | США            | Портленд Трэйл Блэйзерс (из Канзас-Сити через Нью-Орлеан) | Олбани Стэйт (4-й курс)      |
| 2     | 21       | Эрл Тейтум       | З/Ф     | США            | Лос-Анджелес Лейкерс (из Детройта через Финикс)           | Маркетт (4-й курс)           |
| 2     | 22       | Джонни Дэвис     | З       | США            | Портленд Трэйл Блэйзерс                                   | Дейтон (3-й курс)            |
| 2     | 23       | Алекс Инглиш     | Ф       | США            | Милуоки Бакс (из Нью-Орлеана через Атланту)               | Юж. Каролина (4-й курс)      |
| 2     | 24       | Скотт Ллойд      | Ф/Ц     | США            | Милуоки Бакс                                              | Аризона Стэйт (4-й курс)     |
| 2     | 25       | Лонни Шелтон     | Ф/Ц     | США            | Нью-Йорк Никс                                             | Орегон Стэйт (3-й курс)      |
| 2     | 26       | Джеки Дорси      | Ф       | США            | Нью-Орлеан Джаз (из Лейкерс через Финикс и Портленд)      | Джорджия (2-й курс)          |
| 2     | 27       | Фил Хикс         | Ф       | США            | Хьюстон Рокетс                                            | Тулейн (4-й курс)            |
| 2     | 28       | Боб Каррингтон   | З/Ф     | США            | Атланта Хокс (из Финикса)                                 | Бостон Колледж (4-й курс)    |
| 2     | 29       | Деннис Джонсон   | З       | США            | Сиэтл Суперсоникс                                         | Пеппердайн (4-й курс)        |
| 2     | 30       | Эл Флеминг       | Ф       | США            | Финикс Санз (из Баффало)                                  | Аризона (4-й курс)           |
| 2     | 31       | Джо Пэйс         | Ц       | США            | Вашингтон Буллетс                                         | Коппин Стэйт (4-й курс)      |
| 2     | 32       | Мо Ховард        | З       | США            | Кливленд Кавальерс                                        | Мэриленд (4-й курс)          |
| 2     | 33       | Бутч Фехер       | З       | США            | Финикс Санз (из Бостона)                                  | Вандербильт (4-й курс)       |
| 2     | 34       | Маршалл Роджерс  | З       | США            | Голден Стэйт Уорриорз                                     | Панамериканский (4-й курс)   |
| 3     | 37       | Ларс Хансен      | Ц       | Канада         | Чикаго Буллз (из Канзас-Сити)                             | Вашингтон (4-й курс)         |
| 3     | 43       | Том Абернети     | Ф       | США            | Лос-Анджелес Лейкерс                                      | Индиана (4-й курс)           |
| 3     | 45       | Айра Террелл     | Ф/Ц     | США            | Финикс Санз                                               | ЮМУ (4-й курс)               |
| 5     | 74       | Пол Гриффин      | Ф/Ц     | США            | Нью-Орлеан Джаз                                           | Зап. Мичиган (4-й курс)      |
| 6     | 99       | Майк Данливи     | З       | США            | Филадельфия-76                                            | Юж. Каролина (4-й курс)      |
| 7     | 117      | Фил Уокер        | З       | США            | Филадельфия-76                                            | Миллерсвилл (4-й курс)       |
| 7     | 121      | Ральф Дроллингер | Ц       | США            | Бостон Селтикс                                            | УКЛА (4-й курс)              |

## Сделки с участием драфт-пиков
1. 1 2  7 июня 1976 года «Хьюстон Рокетс» приобрёл у «Атланта Хокс» Дуайта Джонса и первый драфт-пик в обмен на Гаса Бейли, Джо Мериуэзера и девятый драфт-пик[21]. «Рокетс» использовали драфт-пик, чтобы выбрать Джона Лукаса. «Хокс» использовали драфт-пик, чтобы выбрать Армонда Хилла.
2. ↑  29 мая 1975 года «Баффало Брейвз» приобрёл у «Финикс Санз» выбор в первом раунде в обмен на выбор в первом раунде 1975 года[22]. Ранее, 16 сентября 1974 года, «Санз» приобрёл у «Нью-Орлеан Джаз» Денниса Отри, Нейта Хоторна, Кёртиса Перри и драфт-пик в обмен на Нила Уока и выбор во втором раунде 1975 года[23]. «Брейвз» использовали драфт-пик, чтобы выбрать Эдриана Дэнтли.
3. ↑  6 сентября 1974 года «Голден Стэйт Уорриорз» приобрёл у «Лос-Анджелес Лейкерс» выбор в первом раунде в качестве компенсации за подписание Кэззи Рассела в качестве свободного агента[24]. «Уорриорз» использовали драфт-пик, чтобы выбрать Роберта Пэриша.
4. ↑  30 июля 1975 года «Вашингтон Буллетс» приобрёл у «Баффало Брейвз» выбор первого раунда в обмен на Дика Гиббса[25]. «Буллетс» использовали драфт-пик, чтобы выбрать Митча Купчака.
5. 1 2  22 октября 1975 года «Сиэтл Суперсоникс» приобрёл у «Милуоки Бакс» выбор во втором раунде в обмен на Джима Фокса[26]. Ранее, 5 июня 1975 года, «Бакс» приобрели у «Атланта Хокс» два выбора во втором раунде 1976 года в качестве компенсации, за то, что «Хокс» незаконно подписали Джулиуса Эрвинга[3][27]. Ранее, 20 мая 1974 года, «Хокс» приобрели у «Нью-Орлеан Джаз» Боба Кауфмана, Дина Меминджера и выборы в первом раунде 1974 и 1975 годов, выборы во втором раунде в 1975 и 1976 годов и выбор в третьем раунде в 1980 году в обмен на Пита Маравича[28]. «Соникс» использовали драфт-пик, чтобы выбрать Бейарда Форреста. «Бакс» использовали драфт-пик, чтобы выбрать Алекса Инглиша.
6. ↑  16 сентября 1974 года «Портленд Трэйл Блэйзерс» приобрёл у «Нью-Орлеан Джаз» Барри Клеменса и будущее вознаграждение («Блэйзерс» приобрели выбор во втором раунде 25 мая 1976 года) в обмен на Рика Роберсона[29][30]. Ранее, 28 мая 1975 года, «Джаз» приобрели Рона Бехагена и драфт-пик у «Канзас-Сити Кингз» в обмен на выбор в первом раунде 1975 года[31]. «Блэйзерс» использовали драфт-пик, чтобы выбрать Мэйджора Джонса.
7. ↑  3 ноября 1975 года «Лос-Анджелес Лейкерс» приобрёл у «Финикс Санз» Джона Роуча и выбор во втором раунде в обмен на Пэта Райли[32]. Ранее, 30 сентября 1975 года, «Санз» приобрели у «Детройт Пистонс» драфт-пик в обмен на Эрла Уильямса[33]. «Лейкерс» использовали драфт-пик, чтобы выбрать Эрла Тейтума.
8. ↑  3 июня 1976 года «Нью-Орлеан Джаз» приобрёл у «Портленд Трэйл Блэйзерс» выбор во втором раунде 1976 года в обмен на выбор во втором раунде 1977 года[34]. Ранее, 9 июня 1975 года, «Блэйзерс» приобрели у «Финикс Санз» драфт-пик в обмен на Фила Лампкина[35]. Ранее, 27 ноября 1974 года, «Санз» приобрели у «Лос-Анджелес Лейкерс» драфт-пик и выбор в третьем раунде 1977 года в обмен на Корки Кэлхауна[36]. «Джаз» использовал драфт-пик, чтобы выбрать Джеки Дорси.
9. ↑  8 октября 1973 года «Атланта Хокс» приобрела у «Финикс Санз» выборы во втором раунде 1976 года и в третьем раунде 1977 года в обмен на Боба Кристиана[37]. «Хокс» использовали драфт-пик, чтобы выбрать Боба Кэррингтона.
10. ↑  1 февраля 1976 года «Финикс Санз» приобрёл у «Баффало Брейвз» Гара Херда и выбор во втором раунде в обмен на Джона Шумейта[38]. «Санз» использовали драфт-пик, чтобы выбрать Эла Флеминга.
11. ↑  23 мая 1975 года «Финикс Санз» приобрёл у «Бостон Селтикс» Пола Уэстфала и выборы во втором раунде 1975 и 1976 годов в обмен на Чарли Скотта[39]. «Санз» использовали драфт-пик, чтобы выбрать Бутча Фехера.
12. ↑  8 декабря 1975 года «Чикаго Буллз» приобрёл у «Канзас-Сити Кингз» выборы во втором раунде 1977 года и в третьем раунде 1976 года в обмен на Мэтта Гукаса[41]. «Буллз» использовали драфт-пик, чтобы выбрать Ларса Хансена.

## Драфт рассредоточения игроков АБА

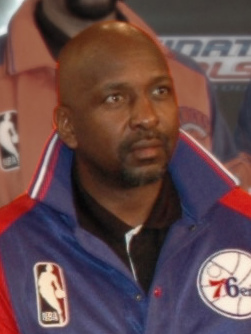
Мозес Мэлоун был выбран «Портленд Трэйл Блэйзерс».

5 августа 1976 года в НБА состоялся драфт рассредоточения игроков из франшиз Американской баскетбольной ассоциации (АБА), «Кентукки Колонелс» и «Спиритс оф Сент-Луис», которые не были включены в слияние АБА и НБА. Восемнадцать команд НБА и четыре команды АБА, присоединившиеся к НБА, «Денвер Наггетс», «Индиана Пэйсерс», «Нью-Йорк Нетс» и «Сан-Антонио Спёрс», были допущены к участию в драфте. Команды выбирали в обратном порядке по процентному соотношению побед и поражений в предыдущих сезонах АБА и НБА. Команда, выбравшая игрока, должна была заплатить определённую цену за право подписать с ним контракт, которая устанавливается комитетом лиги. Деньги от драфта были использованы, чтобы помочь четырём командам АБА, которые присоединились к НБА, погасить часть своих обязательств перед двумя франшизами АБА, которые не вошли в НБА, «Кентукки Колонелс» и «Спиритс оф Сент-Луис». Команда, выбравшая игрока, должна принять его контракт, действовавший в АБА. Игроки, которые не были выбраны, стали свободными агентами.
На драфте было доступно 20 игроков «Кентукки» и «Сент-Луиса». Одиннадцать были отобраны в первом раунде, а двенадцатый — во втором. Восемь игроков не были выбраны и, таким образом, стали свободными агентами. «Чикаго Буллз» использовал первый выбор драфта, чтобы выбрать пятикратного участника Матча всех звёзд АБА Артиса Гилмора с ценой подписания в 1 100 000 долларов. «Портленд Трэйл Блэйзерс», получившие второй выбор от «Атланта Хокс», выбрали Мориса Лукаса, а также Мозеса Мэлоуна под пятым номером с ценой подписания в 300 000 и 350 000 долларов соответственно. Марвин Барнс, который был выбран четвёртым «Детройт Пистонс», был вторым самым дорогим игроком на этом драфте с ценой подписания в 500 000 долларов. Несколько команд решили пропустить свои выборы в первом раунде, и только «Канзас-Сити Кингз» использовали выбор во втором раунде. Драфт продолжался до третьего раунда, но другие игроки не были выбраны.
| Раунд | № драфта | Игрок              | Позиция | Национальность | Команда                              | Команда АБА          | Цена подписания | Прим.  |
| ----- | -------- | ------------------ | ------- | -------------- | ------------------------------------ | -------------------- | --------------- | ------ |
| 1     | 1        | Артис Гилмор       | Ц       | США            | Чикаго Буллз                         | Кентукки Колонелс    | $ 1 100 000     | [ 45 ] |
| 1     | 2        | Морис Лукас        | Ф/Ц     | США            | Портленд Трэйл Блэйзерс (из Атланты) | Кентукки Колонелс    | $ 300 000       | [ 46 ] |
| 1     | 3        | Рон Бон            | З/Ф     | США            | Канзас-Сити Кингз                    | Спиритс оф Сент-Луис | $ 250 000       | [ 47 ] |
| 1     | 4        | Марвин Барнс       | Ф/Ц     | США            | Детройт Пистонс                      | Спиритс оф Сент-Луис | $ 500 000       | [ 48 ] |
| 1     | 5        | Мозес Мэлоун       | Ф/Ц     | США            | Портленд Трэйл Блэйзерс              | Спиритс оф Сент-Луис | $ 350 000       | [ 49 ] |
| 1     | 6        | Рэнди Дентон       | Ц       | США            | Нью-Йорк Никс                        | Спиритс оф Сент-Луис | $ 50 000        | [ 50 ] |
| 1     | 7        | Бёрд Эверитт       | З       | США            | Баффало Брейвз (из Милуоки)          | Кентукки Колонелс    | $ 125 000       | [ 51 ] |
| 1     | 8        | Уил Джонс          | Ф       | США            | Индиана Пэйсерс                      | Кентукки Колонелс    | $ 50 000        | [ 52 ] |
| 1     | 9        | Рон Томас          | З/Ф     | США            | Хьюстон Рокетс                       | Кентукки Колонелс    | $ 15 000        | [ 53 ] |
| 1     | 10       | Луи Дампьер        | З       | США            | Сан-Антонио Спёрс                    | Кентукки Колонелс    | $ 20 000        | [ 54 ] |
| 1     | 11       | Ян ван Бреда Колфф | З/Ф     | США            | Нью-Йорк Нетс                        | Кентукки Колонелс    | $ 60 000        | [ 55 ] |
| 2     | 12       | Майк Барр          | З       | США            | Канзас-Сити Кингз                    | Спиритс оф Сент-Луис | $ 15 000        | [ 56 ] |

## Сделки с участием драфт-пиков
1. ↑  В день драфта «Портленд Трэйл Блэйзерс» приобрёл второй драфт-пик у «Атланта Хокс» в обмен на Джеффа Петри и Стива Хоуза[46]. «Трэйл Блэйзерс» использовали драфт-пик, чтобы выбрать Мориса Лукаса.
2. ↑  В день драфта «Баффало Брейвз» приобрёл седьмой драфт-пик у «Милуоки Бакс» в обмен на выбор во втором раунде драфта 1977 года[51]. «Брейвз» использовали драфт-пик, чтобы выбрать Бёрда Эверитта.

## Комментарии
1. ↑  Указывается сборная, за которую выступает игрок или его национальность. Если игрок не выступал на международном уровне, то указывается сборная, которую игрок имеет право представлять в соответствии с правилами ФИБА.
2. ↑  Техасский университет - Панамериканский до 1988 года назывался Панамериканским колледжем.
3. ↑  Ларс Хансен родился в Дании, но вырос в Канаде и выступал за сборную Канады[40].